# 樋川卓
樋川 卓（ひかわ すぐる、1996年8月13日 - ）は、山梨県出身のハンドボール選手。日本ハンドボールリーグの湧永製薬所属。

## 経歴
国士舘大学時代は2017年の秋季菅記念ミニミニカップで優秀選手賞を受賞。
2018年は関東学生ハンドボール・春季リーグで優秀選手賞を受賞した。
2019年1月に日本ハンドボールリーグの湧永製薬へ加入。

## 詳細情報

### 年度別成績
| 年       | チーム   | 試合 | フィールド 得点 | 率 | 7m  | 合計 | 警告 | 退場 | 失格 |
| -------- | -------- | ---- | --------------- | -- | --- | ---- | ---- | ---- | ---- |
| 2018-19  | 湧永製薬 | 1    | 0/0             | -  | 0/0 | 0/0  | 0    | 0    | 0    |
| JHL：1年 | JHL：1年 | 1    | 0/0             | -  | 0/0 | 0/0  | 0    | 0    | 0    |

### 記録

#### 日本ハンドボールリーグ
- フィールドゴール初得点：2019年7月13日、対大崎電気戦（和光市総合体育館）[5]

### 背番号
- 27 (2019年 - )